# Tasiocera (Tasiocera) aproducta
Tasiocera (Tasiocera) aproducta is een tweevleugelige uit de familie steltmuggen (Limoniidae). De soort komt voor in het Australaziatisch gebied.